# Franz Innerhofer
Franz Innerhofer (ur. 2 maja 1944 w Krimml, zm. 19 stycznia 2002 w Grazu) – austriacki prozaik.
Jest autorem m.in. powieści Piękne dni (1974, wyd. pol. 1978), Schattenseite (1975), Die grossen Wörter (1977) i Der Emporkömmling (1982). W swojej twórczości, mającej autobiograficzny charakter, przedstawiał własny awans społeczny, kreśląc przy tym krytyczny obraz różnych środowisk we współczesnej Austrii.